# Hrnčiarska Ves
Hrnčiarska Ves – wieś (obec) na Słowacji położona w kraju bańskobystrzyckim, w powiecie Poltár. Pierwsze wzmianki o miejscowości pochodzą z roku 1285.
Według danych z dnia 31 grudnia 2012, wieś zamieszkiwało 986 osób, w tym 511 kobiet i 475 mężczyzn.
W 2001 roku rozkład populacji względem narodowości i przynależności etnicznej wyglądał następująco:
- Słowacy – 94,7%
- Czesi – 0,65%
- Polacy – 0,11%
- Romowie – 3,68%
- Węgrzy – 0,54%

Ze względu na wyznawaną religię struktura mieszkańców kształtowała się w 2001 roku następująco:
- Katolicy rzymscy – 78,16%
- Ewangelicy – 10,7%
- Husyci – 0,22%
- Ateiści – 8,54%
- Nie podano – 0,43%